# John Heap

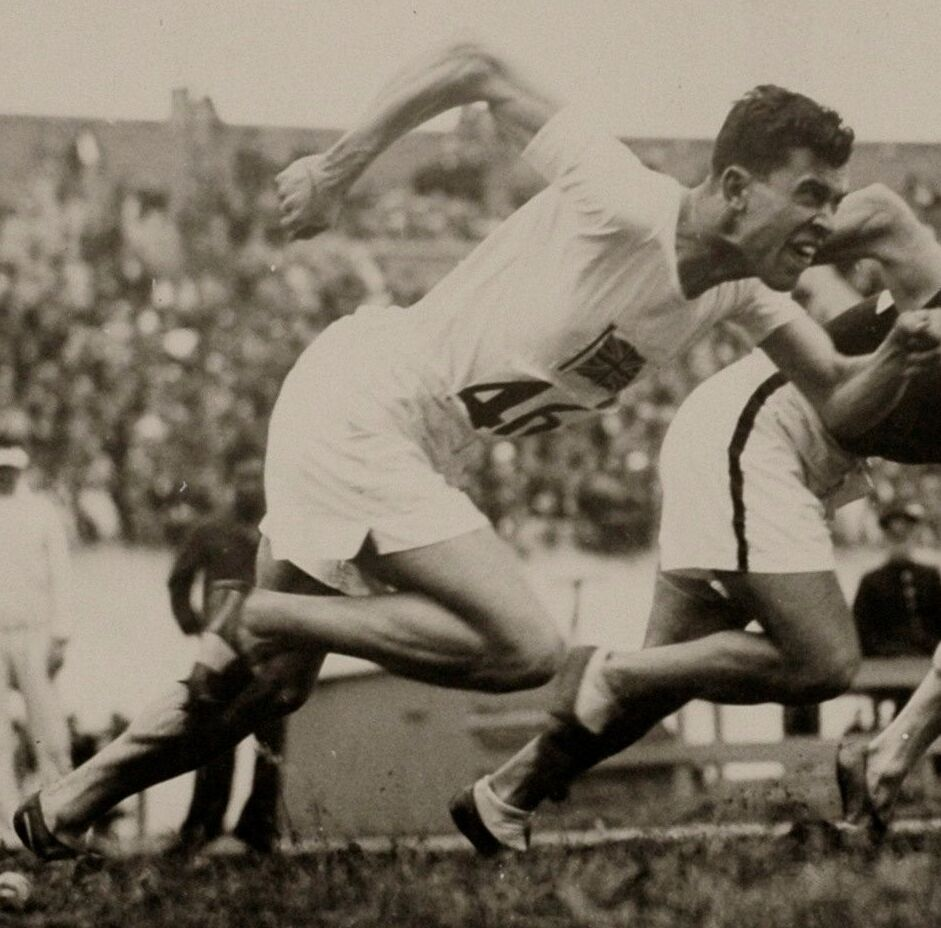
John Heap (1928)

John Crocker „Jack“ Heap (* 9. November 1907 im London Borough of Camden; † 6. April 2000 in Dacorum) war ein britischer Sprinter.
Bei den Olympischen Spielen 1928 in Amsterdam schied er über 100 m im Vorlauf aus.
1930 gewann er bei den British Empire Games in Hamilton mit der englischen 4-mal-110-Yards-Stafette Silber.

## Persönliche Bestzeiten
- 100 Yards: 9,8 s, 1929
- 220 Yards: 22,2 s, 1930